# Sara Assicurazioni
Sara Assicurazioni è una compagnia di assicurazioni e gruppo societario italiano.
Fondata nel 1946 come Società Assicuratrice Rischi Automobilistici, è assicuratore ufficiale dell'Automobile Club d'Italia. Ha sede a Roma e, oltre al ramo RC Auto, opera anche nei Rami Elementari (casa, infortuni, malattia), Ramo Vita e Previdenza e Gestione Fondi.

## Storia
La compagnia sorse nel 1946 con il nome di Società Assicuratrice Rischi Automobilistici (S.A.R.A.).
A trent'anni dalla sua nascita, Sara acquisì la quota di controllo di Ala Assicurazioni, attiva nel campo della tutela giudiziaria, e nel 1980 abbandonò la sua ragione sociale originaria, tuttavia mantenendo l'acronimo, e divenendo Sara Assicurazioni. Nel 1985 la società istituì anche un ramo vita in parallelo a quello di responsabilità civile e di tutela giudiziaria, entrando quindi nel mercato dei prodotti previdenziali e integrativi.
Nel 2003 Sara entrò nel settore bancario con l'acquisto, da parte di Fineco, di Banca della Rete, poi divenuta Banca Sara - Banca della Rete nel 2004. L'avventura nel settore bancario durò fino al 2010, anno in cui il 100% di Banca Sara fu venduto a Fideuram (gruppo Intesa Sanpaolo).
Nel 2011 viene attuata la fusione per incorporazione di Sara Immobili in Sara Assicurazioni.
Nel 2015 viene attuata la fusione per incorporazione di Ala Assicurazioni in Sara Assicurazioni dando così vita a Sara divisione Ala.
Nel 2016 il Consiglio di Amministrazione della Sara, presieduto da Rosario Alessi, nomina Alberto Tosti nuovo Direttore Generale della Compagnia, a partire dal 1º novembre.
La candidatura di Tosti era stata indicata dai soci, ACI e Reale Mutua, che insieme detengono l’87% del Capitale. Alberto Tosti va a sostituire Alessandro Santoliquido, che ha rivestito l’incarico di DG dal 2009.

## Attività e partecipazioni
L'azionista di maggioranza di Sara Assicurazioni è l'Automobile Club d'Italia, che detiene il 75% delle quote azionarie del gruppo; la torinese Reale Mutua ne detiene il 15% e le Assicurazioni Generali ne detengono il rimanente 10%.
A sua volta Sara Assicurazioni detiene il 100% di Sara Vita per un totale di circa 650 dipendenti; la società è presente sul territorio con 500 agenzie e 1 500 subagenzie.
Dal punto di vista assicurativo, Sara Assicurazioni, offre prodotti dedicati all'auto e a tutto ciò che concerne la sicurezza patrimoniale, personale, del tenore di vita dell'individuo e del suo nucleo familiare.
La società opera in quello vita tramite la controllata Sara Vita fornendo ogni forma di assicurazione e riassicurazione sulla vita, incluse le assicurazioni complementari, infortuni e malattia e le operazioni di capitalizzazione e di gestione di fondi collettivi di pensione, nonché istituzione di forme pensionistiche complementari mediante la costituzione e la gestione di fondi pensione aperti.